# Instituto de Artes da Universidade Federal do Rio Grande do Sul

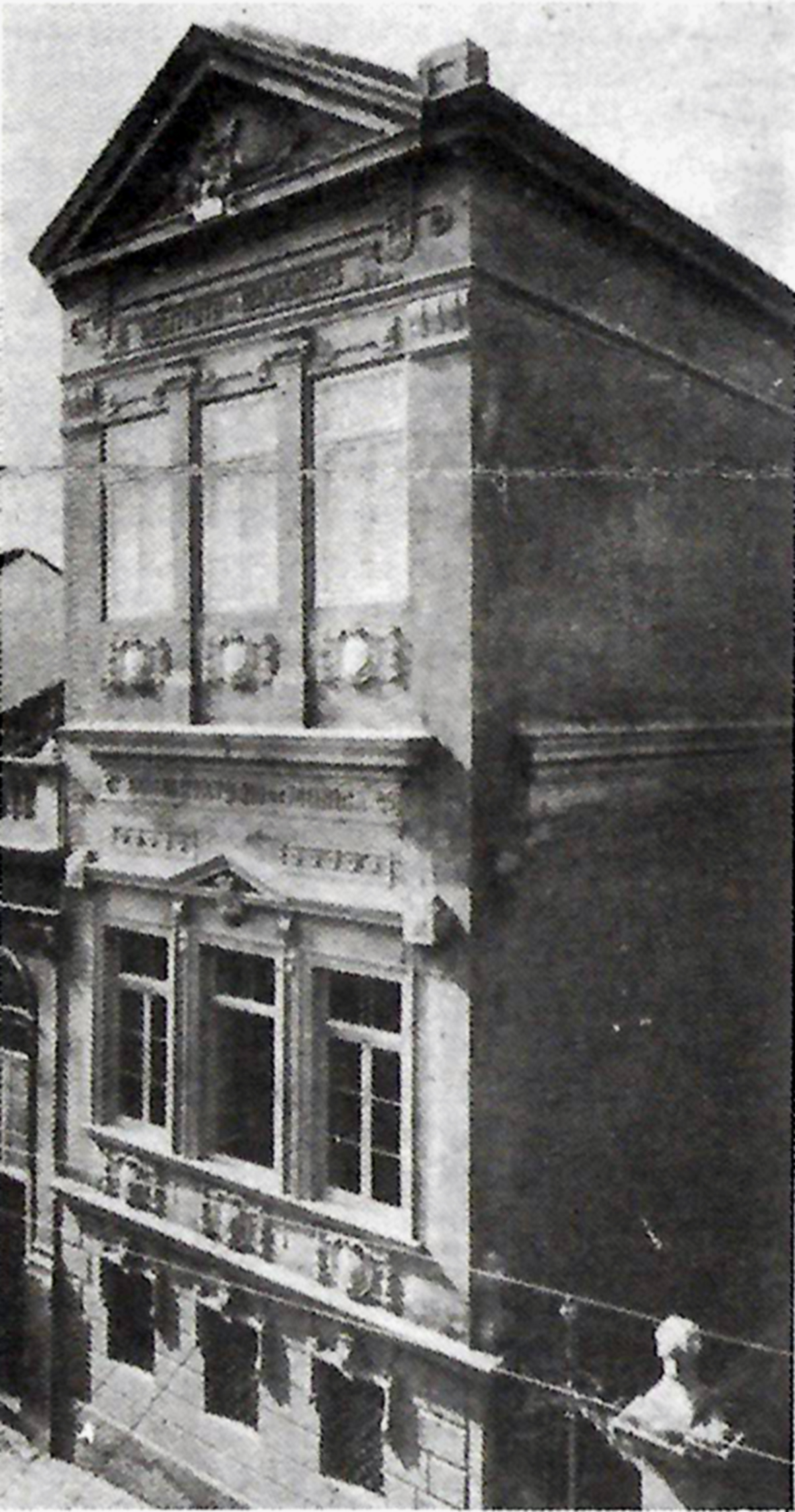
A primeira sede do Instituto de Artes.

O Instituto de Artes (IA) é uma escola superior de arte do Brasil e uma unidade de ensino da Universidade Federal do Rio Grande do Sul. Sua sede está na rua Senhor dos Passos, nº 248, em Porto Alegre. Fundado em 1908 com o nome de Instituto Livre de Belas Artes, por iniciativa do governo do estado e com a direção de Olinto de Oliveira, dividido nos departamentos de Música e Belas Artes, foi a primeira escola de artes de nível superior criada no estado e é uma das mais antigas do Brasil ainda em funcionamento. 
Iniciando sua trajetória como uma escola independente, por quase trinta anos a partir de 1934 sucederam-se vários períodos de incorporação temporária à universidade, só encerrando esta fase de instabilidade em 1962 com sua integração definitiva, o que possibilitou a expansão e qualificação das suas atividades. Atualmente o IA é composto pelos departamentos de Artes Visuais, Música e Arte Dramática. Possui mais de cem professores e cerca de 1600 alunos. Mantém núcleos de pesquisa teórica, laboratórios de pesquisa em novos meios e tecnologias, um acervo permanente, galeria de exposições, biblioteca, auditório, salas de teatro, muitos programas de extensão universitária e convênios de intercâmbio e pesquisa com instituições e universidades nacionais e internacionais.
A instituição nasceu sob condições difíceis e levou décadas para se consolidar, mas desde o início assumiu o papel de principal instância de produção e consagração artística no Rio Grande do Sul, desenvolvendo um trabalho fundamental para a estruturação, sistematização e profissionalização do sistema de artes; formou gerações de alunos, muitos deles depois renomados, além de ser o principal centro de produção e difusão do pensamento sobre teoria e crítica de arte. 

## Origens

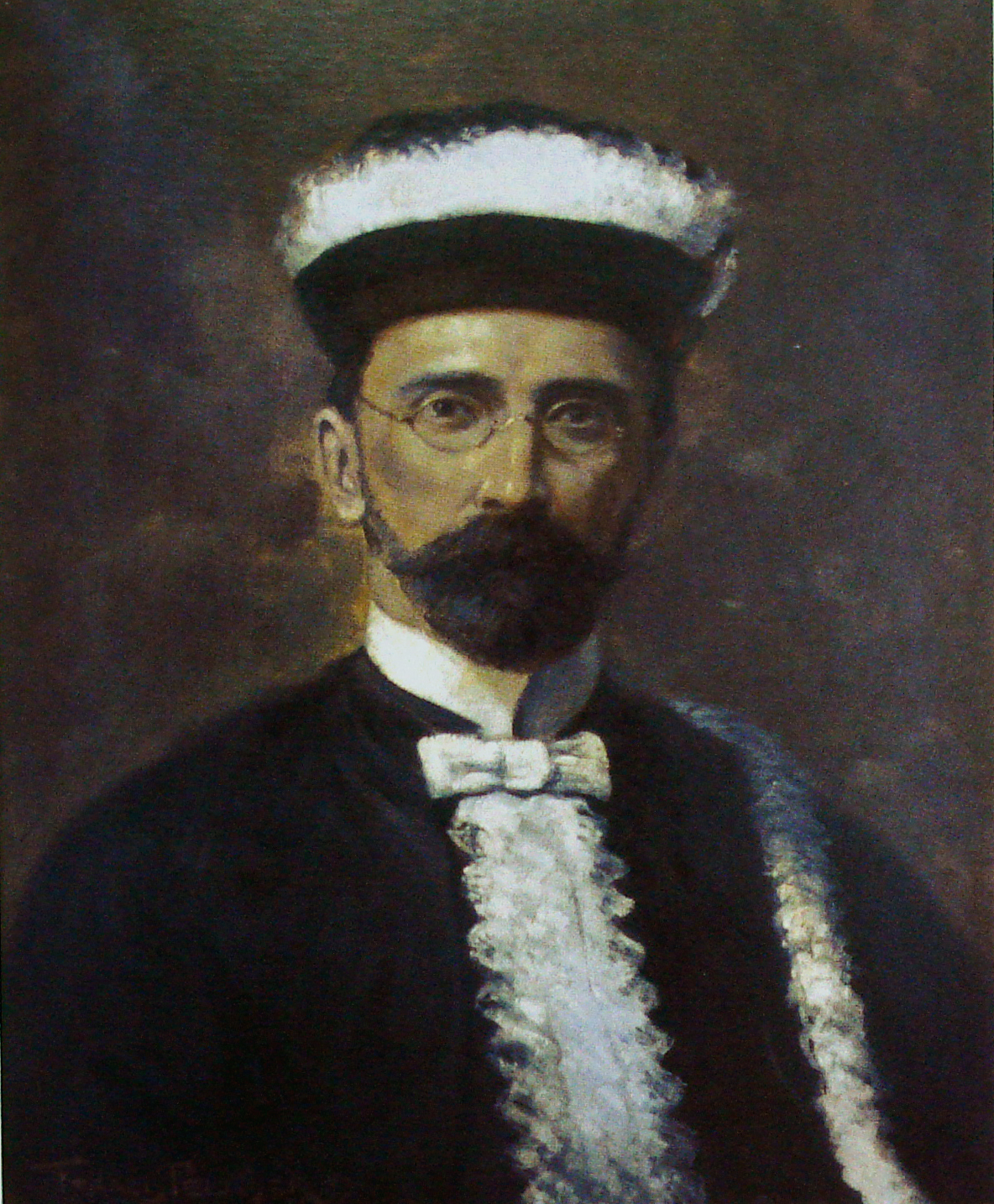
Olinto de Oliveira

O Instituto nasceu com o nome de Instituto Livre de Belas Artes em 22 de abril de 1908 por iniciativa do presidente do estado, Carlos Barbosa, através de seu representante e primeiro diretor, o médico, músico e intelectual Olinto de Oliveira. Foi um passo importante, conforme diz Círio Simon, num "projeto civilizatório destinado à conquista da autonomia no campo simbólico estadual", numa época em que "Porto Alegre reforçava a sua posição de liderança regional" e sanava assim parte das deficiências culturais sentidas durante o Império, "num verdadeiro projeto compensatório civilizatório regional republicano", espelhando movimento semelhante em outras partes do país. A ideia de criar uma instituição artística também contemplava as aspirações dos ideólogos positivistas que dominavam o governo, como um complemento necessário da atenção que vinha sendo dada às ciências, manifesta na criação de outras instituições de ensino superior no estado, as faculdades de Medicina, Farmácia, Agronomia, Engenharia e Direito. Na propaganda divulgada na imprensa, ficava expresso que a fundação era "o resultado lógico do evoluir da civilização rio-grandense".
Era um projeto com um fundo civilizatório, mas também político, pois servia como propaganda da "beneficência" da República em oposição à "negligência" do Império, que nunca havia mostrado interesse em apoiar uma escola superior de artes na província, e por isso as tentativas anteriores empreendidas por grupos privados haviam sido frustradas. Contudo, esse discurso não correspondia bem aos fatos, pois o próprio meio social local não se mostrara receptivo o bastante para sustentar uma iniciativa semelhante, e essa relativa inércia seria um dos principais obstáculos enfrentados pela novel instituição nos seus primeiros anos de atividade.

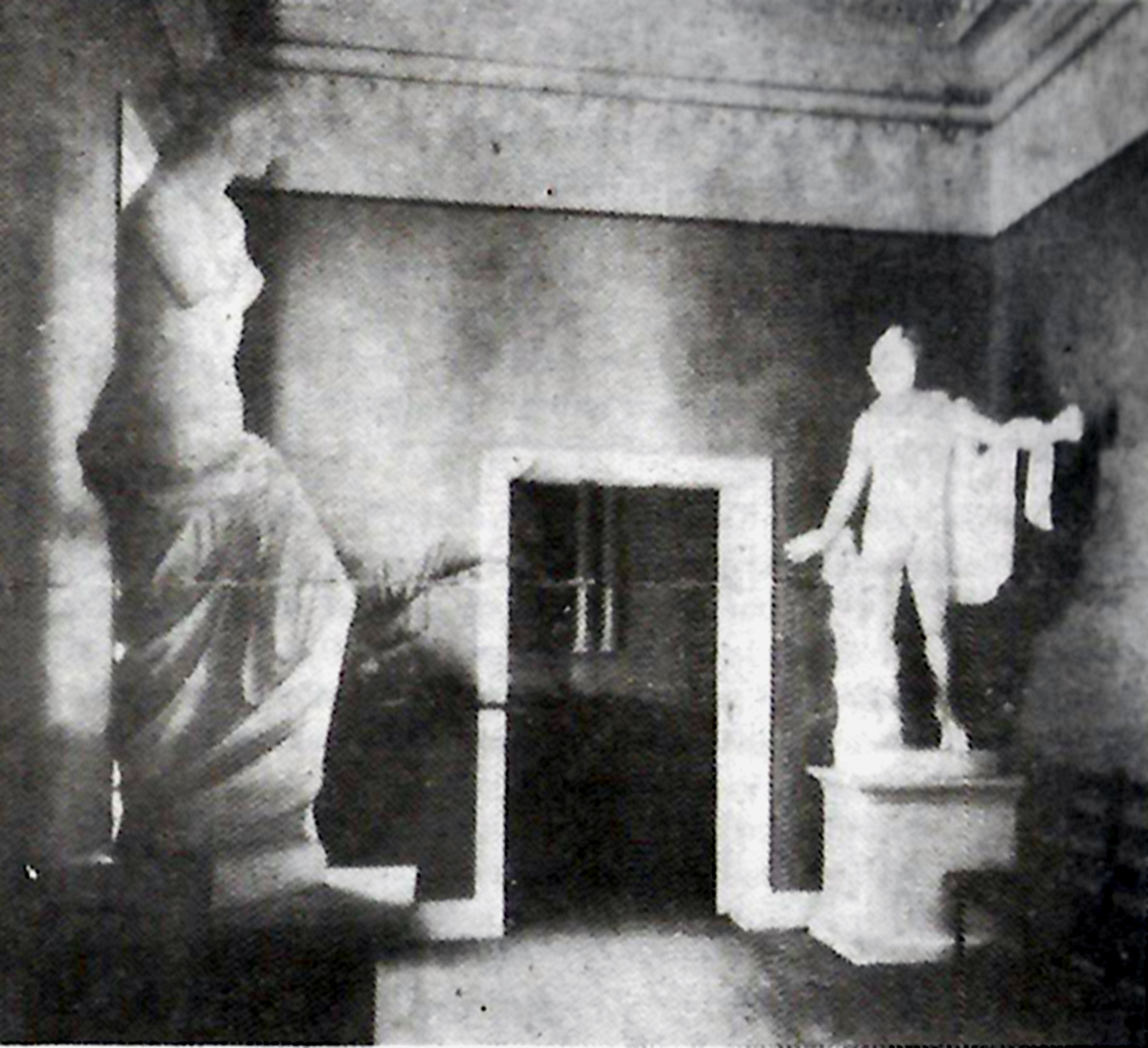
Réplicas da Vênus de Milo e do Apolo Belvedere no saguão da antiga sede.

Os primeiros estatutos foram aprovados em 14 de agosto, publicados no dia 22, e registrados em cartório no dia 28. A Comissão Central responsável pela administração era composta por 25 membros, que representavam 65 comissões regionais de apoio criadas nos principais centros urbanos do estado. O presidente da comissão era o presidente do estado. Essa vinculação direta ao governo deu grande autonomia ao IBA, mas poderia representar também uma ameaça de sujeição ao ideário político dominante e uma possível causa de instabilidade em face às constantes disputas políticas de diferentes grupos de pressão. Para evitar isso os intelectuais reunidos na Comissão Central se preocuparam em criar uma estrutura baseada em uma sistematização disciplinar inspirada no modelo nas tradicionais academias de arte, que já haviam dado amplas provas de bom funcionamento ao longo de séculos, mais especificamente na Escola Nacional de Belas Artes do Rio, e com uma perspectiva de longo prazo. Também procuraram blindar a instituição contra uma interferência política direta, estabelecendo nos estatutos que deveria permanecer isenta de qualquer dogma, doutrina ou interesse alheios ao campo artístico, embora isso fosse mais um desejo do que uma possibilidade real, dada a vinculação da maioria dos membros da Comissão com partidos, o positivismo ou a Igreja Católica, ainda que nenhuma corrente política ou ideológica tivesse representantes formais na Comissão. Apesar deste projeto invocar a participação de toda comunidade gaúcha, a inexistência de tradições artística e institucional anteriores bem consolidadas, o esvaziamento precoce da Comissão, o informalismo das carreiras artísticas na época, a fragilidade dos meios de comunicação, o fraco apoio inicial da comunidade, os recursos humanos e materiais escassos, entre outros fatores, tornariam o funcionamento do IBA difícil e precário por muitos anos, e sua sobrevivência nessa tumultuada fase inicial se deve em grande parte aos esforços incansáveis de Olinto de Oliveira, que permaneceria na direção até 1919.

## Primeira fase

### A Escola de Artes
Em 5 de julho de 1909 o Instituto instalou o seu Conservatório de Música. Em 10 de fevereiro de 1910 foi a vez da instalação da Escola de Artes, começando a operar em 3 de março, tendo como primeiro diretor Libindo Ferrás. No mesmo ano foram adquiridas cópias em gesso, para estudo dos alunos, do Apolo Belvedere e da Vênus de Milo, e cópias de bustos antigos de Níobe, Ájax e Vênus, e modelos de mãos e pés. Em 1912 foi iniciada a formação da Pinacoteca Barão de Santo Ângelo com a aquisição de 60 pinturas. A primeira sede própria na rua Senhor dos Passos foi adquirida em 4 de abril de 1913 por trinta contos de réis. Em 1915 a dotação orçamentária foi aumentada por Borges de Medeiros, possibilitando uma melhoria nas condições gerais de funcionamento da instituição, incluindo a construção de um pavimento adicional na sede. Os primeiros graduados foram Francisco Bellanca e Júlia Boeira, em 1919.

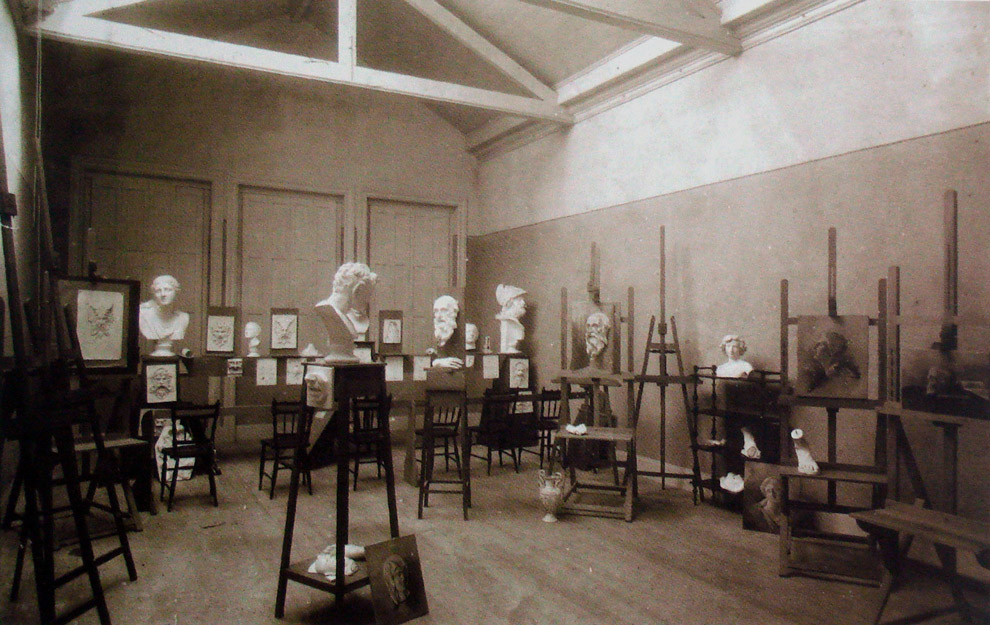
Aula de desenho a partir de estudo de modelos de escultura, 1915.

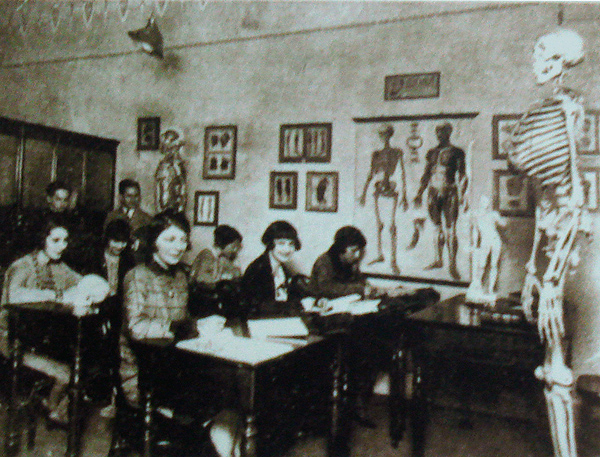
Aula de Anatomia em 1928, dirigida por Libindo Ferrás.

Além de dirigir a Escola de Artes, Libindo Ferrás foi o seu único professor até 1913, sendo depois auxiliado nas cátedras por professores contratados em caráter temporário ou pela colaboração de voluntários, mas sempre apenas um ou dois por vez. Passaram por ali como professores artistas de renome como Pedro Weingärtner, Eugênio Latour, Augusto Luiz de Freitas e Oscar Boeira. Apesar de uma variedade de disciplinas estar prevista desde o início, Libindo só paulatinamente pôde introduzí-las na prática, e nas primeiras décadas o ensino se concentrou no Desenho. Iniciou em 1910 com os cursos de Desenho Geométrico, Perspectiva e Sombras e Desenho de Anatomia Artística, remetendo a professores externos a disciplina de Desenho Figurado. Depois instituiu as demais cadeiras, como um curso noturno sintético em 1917 (que durou apenas três anos), Modelo Vivo em 1918, e estudos ao ar livre em 1919. Em 1922 foi contratado Francis Pelichek como estável, que permaneceria até 1936, encarregado primeiro das aulas de Noções de Pintura e Figura para o curso superior e Desenho de Gesso para o curso médio, e depois de 1926, quando a Pintura avançada se fixou no currículo, ministrou pintura a pastel e pintura a óleo em ateliê, enquanto Ferrás se ocupava da aquarela e pintura a óleo ao ar livre.
O ensino se caracterizava por aulas de frequência livre, só era obrigatória a aprovação nas bancas de fim de ano, regidas por artistas convidados. O espaço para as aulas era pequeno, os alunos não passavam de vinte por ano e muitos abandonavam o curso no meio do caminho. Poucos chegavam a se profissionalizar depois de formados. Em 1927 foram aprovados novos estatutos, dividindo o ensino nas áreas de Música, Pintura, Escultura, Arquitetura e Artes de Aplicação Industrial, deslocando a ênfase inicial no Desenho, que se tornou introdutório para as outras modalidades visuais, mas na prática apenas a Música e Pintura estavam ativas. Em 1929 inicia a prática de organização de salões de arte periódicos.

### O Conservatório de Música

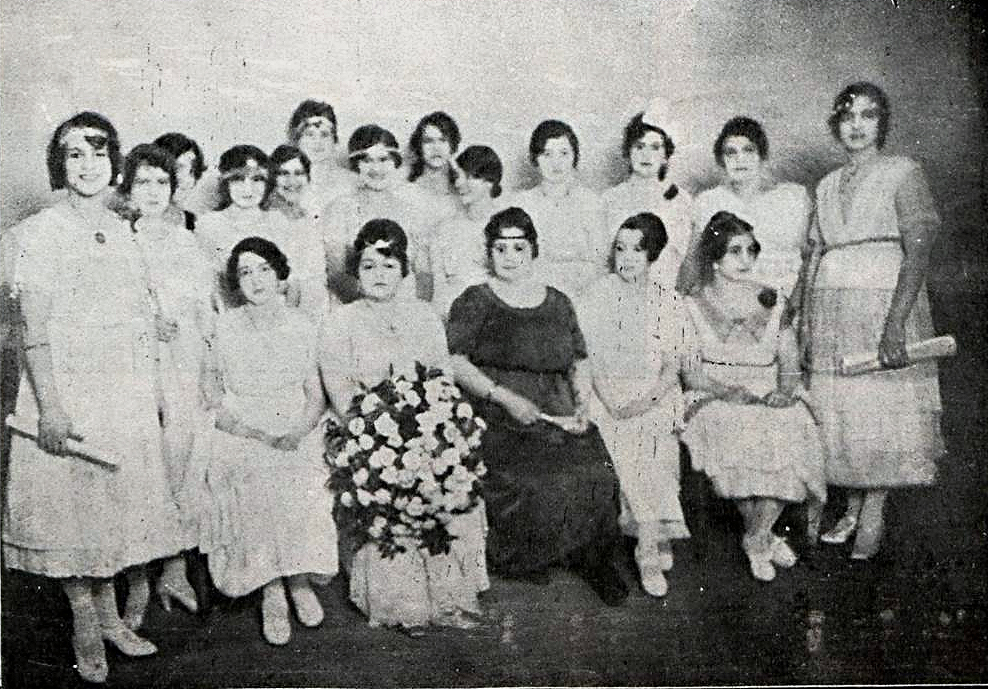
A professora de canto Olinta Braga e suas alunas, 1919

Já o Conservatório de Música se organizou mais rápido e foi mais bem sucedido na primeira fase da vida do IBA. Enquanto que a procura pelos cursos de Belas Artes permaneceu pequena por muitos anos, os cursos de Música eram muito mais buscados, respondendo por quase 90% das formaturas entre as décadas de 1920 e 1930. A área da música era muito mais ativa e popular na cidade. Enquanto que os professores e profissionais de arte eram poucos e atuavam isoladamente, o público era pequeno e as exposições, raras (nem havia qualquer galeria bem estruturada em atividade), a classe dos músicos era muito maior e mais articulada e organizada, os espaços para a música e os conjuntos profissionais eram numerosos, e desde meados do século anterior funcionava o suntuoso Theatro São Pedro, com programação intensa de concertos, bailados e óperas.
Olinto de Oliveira foi o primeiro diretor provisório a partir de 5 de julho de 1909. Desde o início foi adquirida uma biblioteca básica de partituras e foram oferecidas aulas de Solfejo e Teoria Elementar, Canto, Canto Coral, Piano, Violino, Harmonia e Composição. Instrumentos de Sopro e aulas de Italiano, oferecidos no primeiro ano, foram suprimidos no segundo por falta de procura. No primeiro ano foram matriculados 75 alunos. José de Araújo Viana assumiu a direção em 1º de março de 1910, mas poucos meses depois se licenciou por motivos de saúde, sendo sucedido por Henri Pénasse. Até 1912 foram matriculados 321 alunos e a partir de 1912 foram organizados concertos e recitais. Pénasse dirigiu o Conservatório até 1921. Era um pianista conceituado e reestruturou o curso incentivando o repertório francês e europeu, além de estabelecer concursos públicos para admissão. O modelo que introduziu revelava forte influência dos conservatórios franceses. Aos poucos foram sendo introduzidas classes de Flauta, Violoncelo, Órgão, Contraponto e Fuga. As aulas de teoria avançada iniciaram em 1924, por iniciativa de Assuero Garritano. Até 1943 sucederam-se na direção Guilherme Fontainha, José Joaquim de Andrade Neves e Tasso Corrêa.
Nas primeiras décadas foram as mulheres que mais buscaram o curso de música, com uma marcada preferência pela educação no piano, instrumento tradicionalmente associado à cultura da elite. No ambiente patriarcal da sociedade da época, porém, no início do século a música começava a se tornar uma profissão aceitável para as mulheres, e ser professora garantia uma renda sem a necessidade de deixar o lar. Por outro lado, o Conservatório foi um importante local de debate sobre o Modernismo musical brasileiro, dando muito espaço nos seus concertos para obras de compositores nacionais da vanguarda. Desde sua origem o Conservatório se tornou a referência institucional mais significativa em todo o estado no campo do ensino musical, influenciando a criação de outras escolas pelo interior.

## Incorporação à universidade

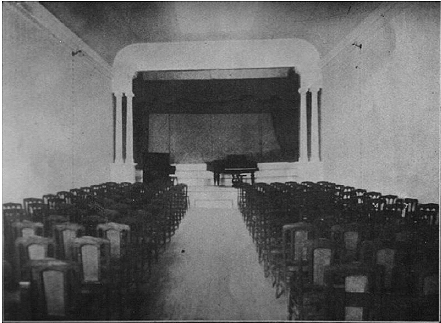
O auditório do IBA na primeira sede

O Instituto foi uma das seis escolas superiores que formaram, em 1934, a Universidade de Porto Alegre (UPA), que só foi efetivamente instalada em 1936, depois do seu reconhecimento federal. O processo de integração ao novo sistema universitário brasileiro se revelaria longo e complicado, pois o novo diretor empossado em 1936, Tasso Corrêa, bem como a maioria dos professores, se inclinavam a manter o Instituto como uma instituição independente. Tasso Corrêa assumiu a direção em 17 de abril de 1936, e viria a imprimir uma linha de ação que se orientava pelos decretos que governavam o novo sistema, e que segundo Simon era "radicalmente distinto do modelo do estatuto da Comissão Central [...] evidenciando que o tempo dos amadores de arte havia terminado e que viera a competência dos profissionais da arte. [...] O idealismo e abnegação da antiga Comissão Central foram substituídos pelo profissionalismo e pelos gestos codificados em novos manuais do administrador da universidade getulista. [...] Nesse espaço, qualquer expressão de autonomia do artista, não só era vista com desconfiança, mas também como um desafio ao poder político institucional". Apesar disso, a administração de Tasso Corrêa marcou época pelo seu caráter renovador e qualificador.

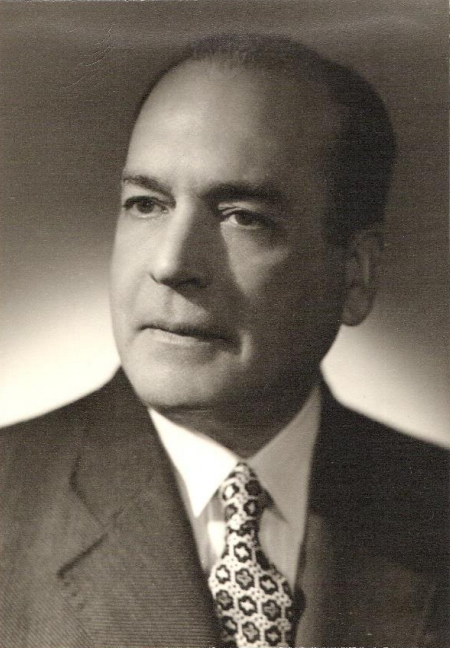
Tasso Corrêa

Ainda em 1934 a Escola de Artes do Instituto passou a ser chamada de Curso de Artes Plásticas, sendo pouco depois introduzidas novas disciplinas como Modelagem, Escultura, Artes Gráficas, História da Arte e Estética. Nesta época a procura pelos cursos de artes aumentou muito, equiparando-se e logo ultrapassando a música, e iniciou uma maior participação discente com a formação de um Grêmio Estudantil. Em 1938 foi criado um Conselho Técnico Administrativo (CTA) substituindo a antiga Comissão Central, extinta oficialmente em 6 de janeiro de 1939. Tasso Corrêa, que dirigiu o Instituto até 1958, extinguiu os cargos de diretores da Escola de Artes e do Conservatório de Música, concentrando em si todo o poder administrativo, e segundo Simon consagrou-se como "líder inconteste do Instituto e o projetou ao primeiro plano entre as instituições nacionais voltadas para a arte no Brasil. Há uma diferença notável entre os administradores do campo artístico da Primeira República e os posteriores a 1930. Se a geração da Velha República foi a dos homens solenes e imperiais, Tasso Corrêa encarnou o agente-empresário da arte e da cultura do pós-1930 na sua administração institucional. Manteve-se coerente com a nova era industrial e agente ativo e sintonizado com o Estado nacionalista republicano". O currículo que ele implantou em 1939, apenas para graduação, sem licenciatura, permaneceu em vigor até 1965.
O Instituto foi desvinculado da UPA em 5 de janeiro de 1939, por falta de reconhecimento federal e de instalações adequadas. No mesmo ano foram elaborados novos estatutos, criados o departamento de Imprensa e Propaganda e os cursos técnicos de Arquitetura e Artes Plásticas (compreendendo Pintura, Escultura e Gravura), sob a direção dos professores Angelo Guido, Fernando Corona e João Fahrion. Os "cursos técnicos" foram uma reestruturação dos antigos cursos médios ou preparatórios, e refletiam a passagem de uma instituição que antes estava focada nas artes em si, para outro modelo em que era entendido que as artes deviam prestar serviços úteis à sociedade e auxiliar a indústria, as editoras e a publicidade. O curso médio agora assumia um perfil claramente profissionalizante. Em 15 de novembro foi inaugurado o primeiro salão de artes de âmbito estadual, celebrando os 50 anos da Proclamação da República. Em 1940 começaram a ser concedidas bolsas de viagem para os melhores alunos. O reconhecimento federal dos cursos superiores de Música e de Artes Plásticas ocorreu em 20 de maio de 1941, mas a reintegração à UPA não ocorreu.

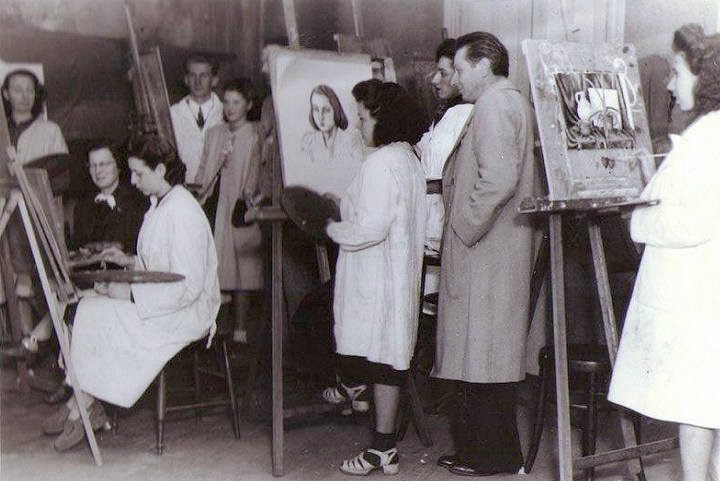
Angelo Guido dando aula, década de 1940

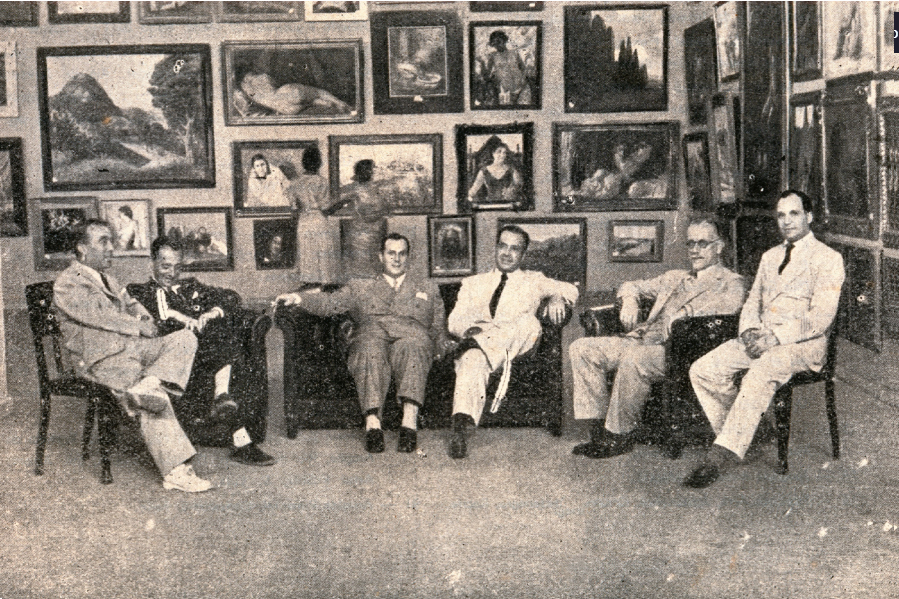
Membros do juri do Salão de 1941

Ainda em 1941 foi aberta uma campanha para construção de uma nova sede, mais conforme às necessidades da instituição que crescia. Sendo insuficiente o valor arrecadado, Tasso Corrêa e os professores Ênio de Freitas e Castro, Oscar Simm e Fernando Corona hipotecaram suas casas para garantir o empréstimo junto ao banco financiador. A pedra fundamental foi lançada em 14 de novembro de 1941, sendo inaugurado em 1º de julho de 1943 com a abertura oficial da Pinacoteca e do III Salão de Belas Artes do Rio Grande do Sul.
Em 4 de outubro de 1943 o CTA solicitou novamente a reintegração à UPA, que foi aceita em 5 de janeiro de 1944, e em 21 de setembro foram criados os cursos superiores de Arquitetura e de Urbanismo. Porém, em 30 de dezembro o IBA foi outra vez desvinculado da UPA, pois o Conselho Universitário não havia sido consultado sobre a criação dos cursos de Arquitetura e Urbanismo e encarou a medida como rebeldia. Em 3 de dezembro de 1945 o IBA pela terceira vez foi incorporado à UPA, em decisão unilateral do Governo do Estado, o que provocou a renúncia do reitor, apenas para ser pela terceira vez desvinculado em 9 de janeiro de 1946, por decisão unilateral do novo reitor. Para evitar novos atritos, o governo estadual acatou a decisão. No mesmo ano os cursos técnicos foram extintos e absorvidos no currículo dos cursos superiores. O clima de animosidade criado entre a universidade e o IBA não impediu que começassem estudos para uma reintegração regular, mas as negociações foram prejudicadas pela instalação do Curso Superior de Urbanismo em 28 de março de 1947 sem consulta à universidade, com a justificativa de que havia sido autorizado a funcionar pelo Governo Federal desde 1945. Paralelamente, o IBA começou a planejar transformar-se em Universidade das Belas Artes para preservar sua autonomia, e do outro lado em julho de 1948 uma portaria do reitor da UPA descartou a possibilidade de reintegração. O Governo do Estado interveio novamente, reintegrando o Instituto unilateralmente em 3 de novembro. O reitor resistiu e o Governo voltou atrás. Em 24 de novembro de 1949, ampliando os conflitos, o reitor suprimiu os cursos de Arquitetura e Urbanismo do Instituto para possibilitar a criação da Faculdade de Arquitetura vinculada à UPA. O reitor extrapolava sua competência, já que no momento o Instituto formalmente não pertencia à universidade. Neste ano a UPA foi transformada em Universidade do Rio Grande do Sul (URGS).

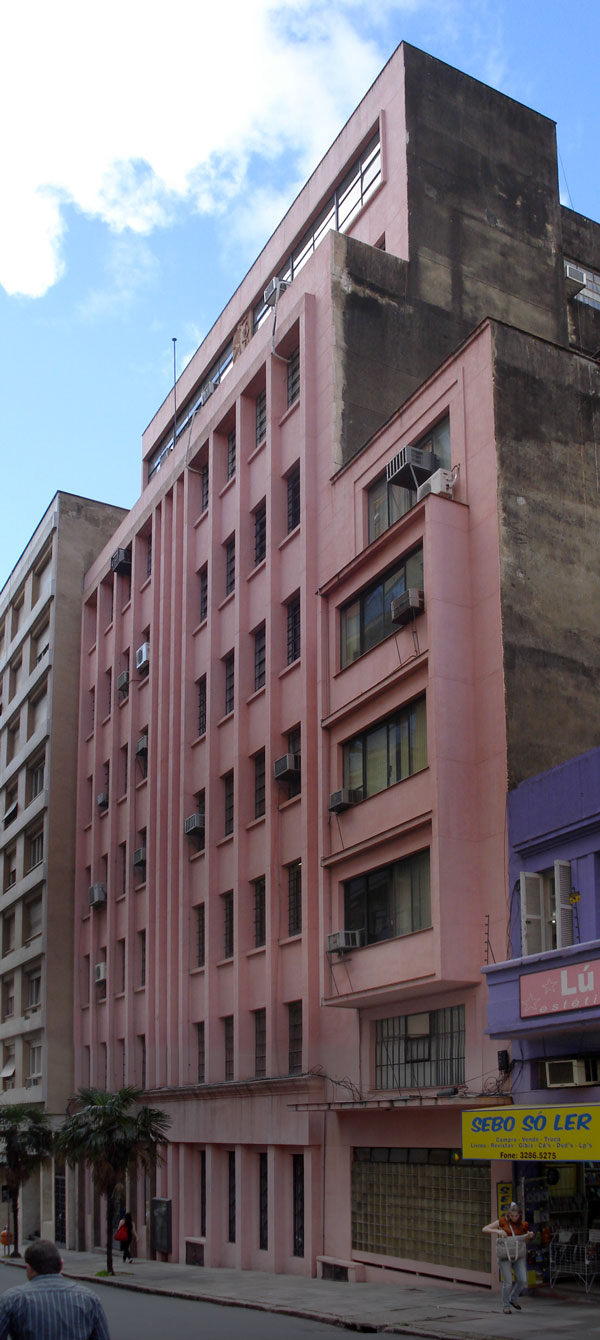
Prédio atual do Instituto

Em 8 de setembro de 1950 o Senado Federal publicou decreto para resolver em definitivo essa guerra, determinando a incorporação do IBA à URGS. Também retirou a Arquitetura e Urbanismo do IBA e os entregou para a Faculdade de Arquitetura, oficializando-a, e federalizou a universidade, transformando-a na atual UFRGS. Foram mantidos os cursos de Pintura, Escultura e Música, inscritos no sistema federal de ensino superior do Ministério da Educação. O decreto estabeleceu com clareza o estatuto jurídico das instituições, mas também criou novas contradições, pois remeteu a administração do IBA para a Diretoria do Ensino Superior e Supletivo do Governo do Estado. Para todos os fins práticos isso equivaleu a uma nova desvinculação da universidade agora federal. Em 1951 foi esboçado um retorno pleno do Instituto à UFRGS, que não chegou a se materializar, mas seu patrimônio foi transferido para a União.
Apesar dos problemas institucionais, nesta altura o IBA já havia se firmado como uma referência, com cursos bem estruturados e uma produção artística moderna, ultrapassando a fase anterior dominada pelo amadorismo, promovendo o processo de autonomização, legitimação e profissionalização do campo artístico e consolidando o ensino superior de arte no estado. A atuação incansável de Tasso Corrêa na direção foi fundamental para que essa transição fosse bem sucedida e para que fosse assegurada a continuidade das atividades em meio a inúmeras dificuldades internas e externas, que em vários momentos colocaram em risco a própria sobrevivência da instituição. Em 1951 um grupo de 18 artistas do Instituto foi aceito na primeira Bienal de São Paulo, apresentando 35 obras, e em 1954 o crítico Quirino Campofiorito dizia que, "vencendo as dificuldades que sempre barraram as boas iniciativas do ensino artístico em nosso país, já se faz hoje uma grande escola de arte, merecedora de incondicionais aplausos", com uma equipe abnegada que concretizava "o crescente prestígio desta escola, há muito reconhecida oficialmente e integrada com merecida hombridade no ensino superior do país".
Nesse período, entre 1952 e 1953 ocorreu a construção de um espaço melhor para a Pinacoteca e de novos ateliês com farta iluminação natural. Em 1954 o Curso de Música foi dividido em dois ciclos: um Fundamental, de quatro anos, e um Superior, de cinco anos para Canto e Instrumentos, e de sete anos para Composição, Regência e Órgão. Foram instituídos um Prêmio de Viagem ao País e um Prêmio de Viagem ao Estrangeiro para aperfeiçoamento. Em 1957 foi criado o Curso de Arte Dramática, inicialmente vinculado à Faculdade de Filosofia. Em 1958, comemorando o cinquentenário, foi realizado o 1º Congresso Brasileiro de Arte, com participação de Sérgio Milliet, Pietro Maria Bardi, Paulo Duarte, Luiz Martins, Arnaldo Estrella, Jorge Amado. Como parte das comemorações, foram abertas a Exposição de Pintores Mexicanos, com obras de José Orozco, Rufino Tamayo, David Siqueiros e Diego Rivera, o I Salão Pan-Americano de Arte, e o VIII Salão Oficial de Belas Artes do Rio Grande do Sul. No ano seguinte foi inaugurada a Escolinha de Artes, projeto de extensão para crianças e jovens. Em 1960 foi criado o departamento de Difusão de Cultura Artística.
Tasso Corrêa sempre defendera a autonomia do IBA, mas depois da sua saída da direção em 1958, essa posição se revelou cada vez menos vantajosa. Temendo um progressivo isolamento e prevendo dificuldades de financiamento e a perda de funcionalidades e prestígio, as resistências internas começaram a cair, e o Instituto iniciou um movimento de reaproximação com a universidade, que culminou em 30 de novembro de 1962 com o decreto federal que o incorporava plena e definitivamente à UFRGS, encerrando um longo período de instabilidade institucional e iniciando uma fase de profundas reestruturações e expansão em suas atividades. Em 1963 foram aprovados novos estatutos e o nome do IBA passou a ser Escola de Belas Artes. Em 1964 o Curso Superior de Música foi desdobrado em Cursos de Graduação em Canto, em Instrumentos e em Composição e Regência, e em 1965 foi criada a Licenciatura em Música. Em 1968 a Escola foi reestruturada para se adequar ao padrão dos institutos da UFRGS, mas no mesmo ano, já vigorando a ditadura militar, começou na universidade uma fase de expurgos em massa de professores e alunos considerados subversivos. Em 18 de setembro de 1970 a Escola passou a integrar a área de Letras e Artes, mudando sua denominação para Instituto Central de Artes, que acabou se fixando sem o "Central". O Curso de Arte Dramática foi retirado da Filosofia e incorporado ao Instituto, criando-se um departamento especial para ele, e os departamentos de Artes Visuais e Música foram reorganizados. Em 1982 os Cursos de Graduação foram transformados em Bacharelados. Em 1987 foi criada a Licenciatura em Educação Artística, em 2008 a Licenciatura em Música à Distância, em 2010 o Bacharelado em História da Arte, e em 2012 o Bacharelado em Música Popular.

## Pós-graduações
Em 1962 iniciou o processo de estruturação das pós-graduações, com a aprovação em 30 de outubro do Curso de Aperfeiçoamento, com caráter de pós-graduação e duração de dois anos, para Pintura, Escultura, Arte Decorativa e Canto. Em 1987 foi fundado o Mestrado em Música, com as áreas de concentração em Composição, Educação Musical, Musicologia/Etnomusicologia e Práticas Interpretativas, seguido pelo Doutorado em 1995, nas mesmas áreas. O Programa de Pós-Graduação em Música foi o único do país a receber da CAPES a nota 7, pontuação máxima.
Nas Artes Visuais o Mestrado foi criado em 1991 e o Doutorado em 1998, com as áreas de Poéticas Visuais, e História, Teoria e Crítica da Arte. Em 1995 foi criado o Centro de Documentação e Pesquisa em Artes Visuais, dividido nas áreas de Memória e Arte Moderna e Contemporânea no Rio Grande do Sul, com um programa editorial incluído. Em 1997 foi a vez da criação do Laboratório de Arte e Tecnologia, e depois o Laboratório de Infografia e Multimeios. Em 2001 foi criada a Especialização em Museologia e Patrimônio Cultural.
O Mestrado em Artes Cênicas foi criado em 2001, e o Doutorado em 2015. Uma série de convênios com instituições nacionais e internacionais foi estabelecida em todos os três departamentos nos anos recentes, além de se multiplicar a organização de congressos e seminários e a publicação de bibliografia especializada.

## Atualidade

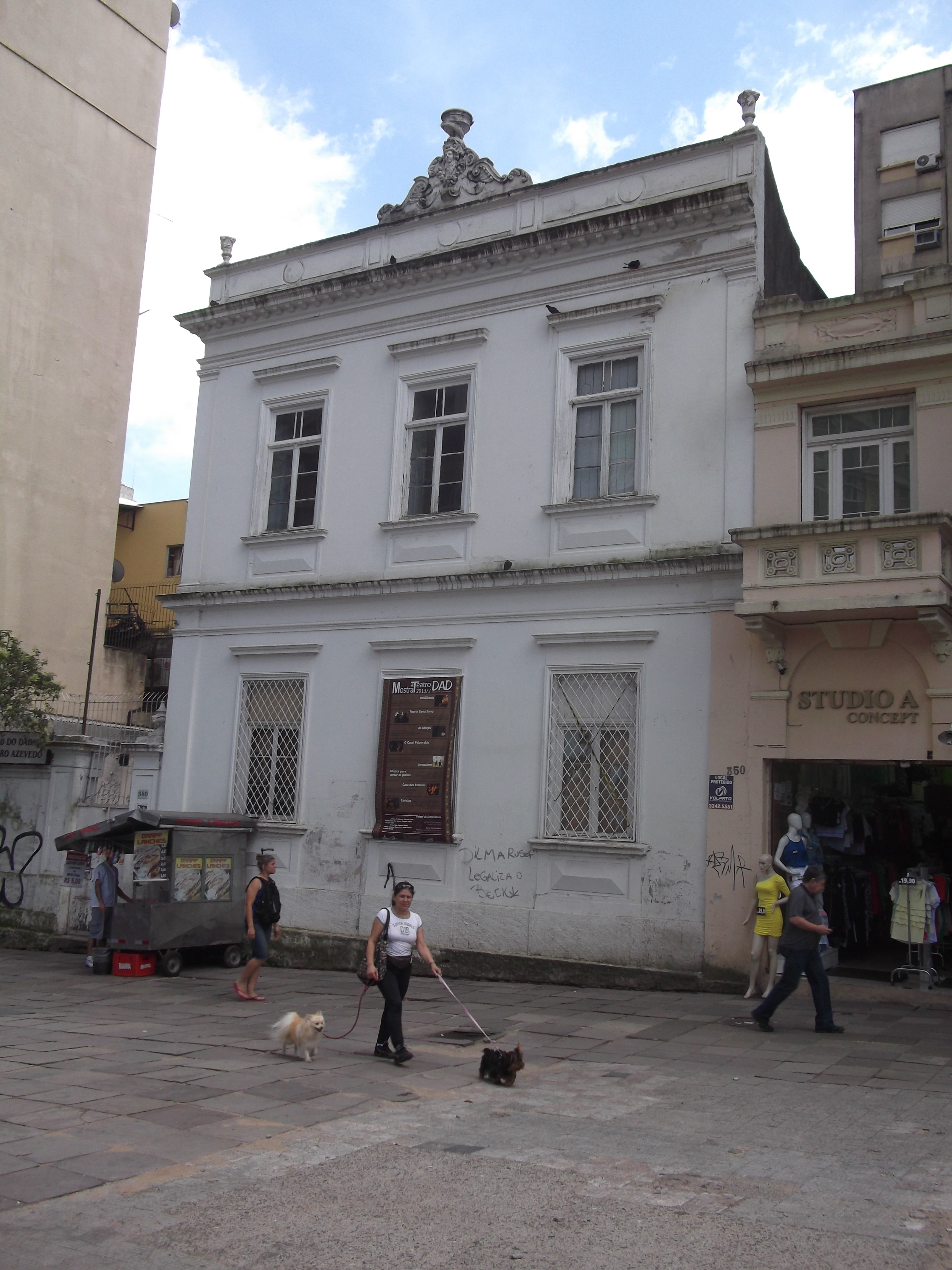
Sede do Departamento de Arte Dramática

Atualmente o IA é composto pelos departamentos de Artes Visuais e Música, que funcionam na sede histórica da rua Senhor dos Passos, e o departamento de Arte Dramática, numa sede secundária na rua General Vitorino, todos com programas de Bacharelado, Licenciatura, Mestrado e Doutorado. Uma outra sede secundária na rua Professor Annes Dias abriga a pós-graduação em Música. Possui mais de cem professores e cerca de 1600 alunos. Mantém núcleos de pesquisa, galeria de exposições, uma biblioteca central com mais de 20 mil volumes, auditório para concertos e eventos, duas salas de teatro, muitos programas de extensão universitária e convênios de intercâmbio e pesquisa com universidades nacionais e internacionais.
A Pinacoteca Barão de Santo Ângelo preserva e fomenta a mais antiga coleção pública de arte do estado do Rio Grande do Sul. Prevista em 1908 na fundação do Instituto e instalada em 1910, funcionou por muitos anos em condições precárias, mas desde a década de 1990 vem se qualificando rapidamente e se destacando no cenário cultural do estado. Com cerca de três mil itens inventariados, é uma das principais coleções do Rio Grande do Sul e conta com obras dos mais destacados artistas locais, muitos deles antigos professores ou alunos do Instituto. Sua estrutura inclui dois espaços para exposições de longa duração com acervo da casa, uma galeria multi-uso, uma reserva técnica no prédio da Reitoria, uma sede secundária no prédio da antiga Faculdade de Medicina, um laboratório de restauro, um arquivo histórico e um núcleo de pesquisa em arte. Seu cronograma de atividades inclui mostras de curadoria com o acervo, mostras com obras produzidas em projetos de alunos e professores, mostras externas, seminários para debates sobre crítica, teoria e história da arte, projetos educativos para escolas, publicações, intercâmbios com outras instituições, além de servir como valioso subsídio de pesquisa para pesquisadores da arte rio-grandense e os alunos e professores dos cursos de graduação e pós-graduação em Artes Visuais, História da Arte, Poéticas Visuais, Práticas Curatoriais, Museologia e História, Teoria e Crítica de Arte.
Acompanhando a evolução estética e técnica nas artes, é uma política do atual IA estimular a pesquisa e as iniciativas inovadoras no campo teórico e prático, com o auxílio de equipamentos modernos como os laboratórios de produção de vídeo digital, de computação gráfica e multimídia, e de música eletrônica.
Contudo, as sedes do Instituto são antigas, pequenas e em vários aspectos precárias e problemáticas para as atividades contemporâneas, e há muitos anos espera-se uma mudança para instalações mais amplas e adequadas. Já ocorreram infiltrações e alagamentos em alguns espaços, danificado equipamentos e prejudicando as atividades. Devido à falta de espaço, o Arquivo Histórico foi instalado provisoriamente no edifício da antiga Faculdade de Medicina.

## Legado

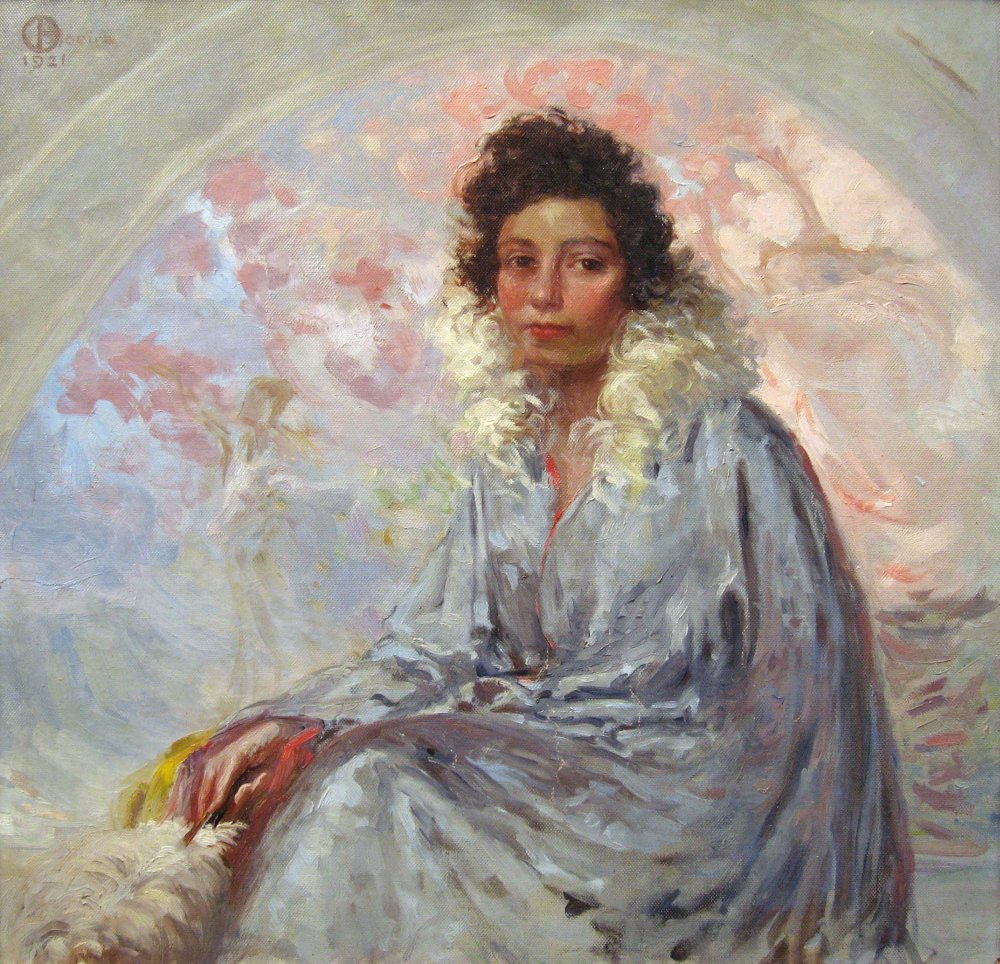
Retrato de senhora, 1921, de Oscar Boeira, acervo da Pinacoteca Barão de Santo Ângelo.

A importância do Instituto para a estruturação, estabilização e profissionalização do sistema de artes do Rio Grande do Sul é documentada na substancial bibliografia crítica que já foi produzida sobre ele, sendo ainda um dos principais agentes para que o estado seja atualmente uma referência nacional em produção artística. Esse prestígio se deve tanto aos seus cursos quanto à atuação pessoal de seus professores, muitos deles artistas que ganharam projeção no Brasil, e dos seus alunos, muitos se tornando igualmente nomes reconhecidos depois de deixarem a escola, podendo ser citados Alice Soares, Regina Silveira, Glauco Rodrigues, Glênio Bianchetti, Plínio Bernhardt, Rose Lutzenberger, Sônia Ebling e Vasco Prado, entre muitos outros. O IBA foi um agente importante ainda no debate sobre e nos embates entre academismo e modernismo, e depois de certa resistência, abraçou a modernidade e contribuiu para sua difusão, especialmente na administração renovadora de Tasso Correa e depois através da contribuição conceitual de Angelo Guido como professor e articulador de um sólido corpo de teoria da arte. Ado Malagoli, trazido para lecionar por Guido, embora não fosse exatamente um teórico, também foi uma figura determinante para a atualização das tendências artísticas no estado a partir dos anos 1950 pelas suas aulas e seu exemplo, e por ter sido por muitos anos diretor da Divisão de Cultura e do Ensino Artístico da Secretaria de Educação e o fundador e primeiro diretor do Museu de Arte do Rio Grande do Sul, que desde o início deu grande espaço aos modernos.

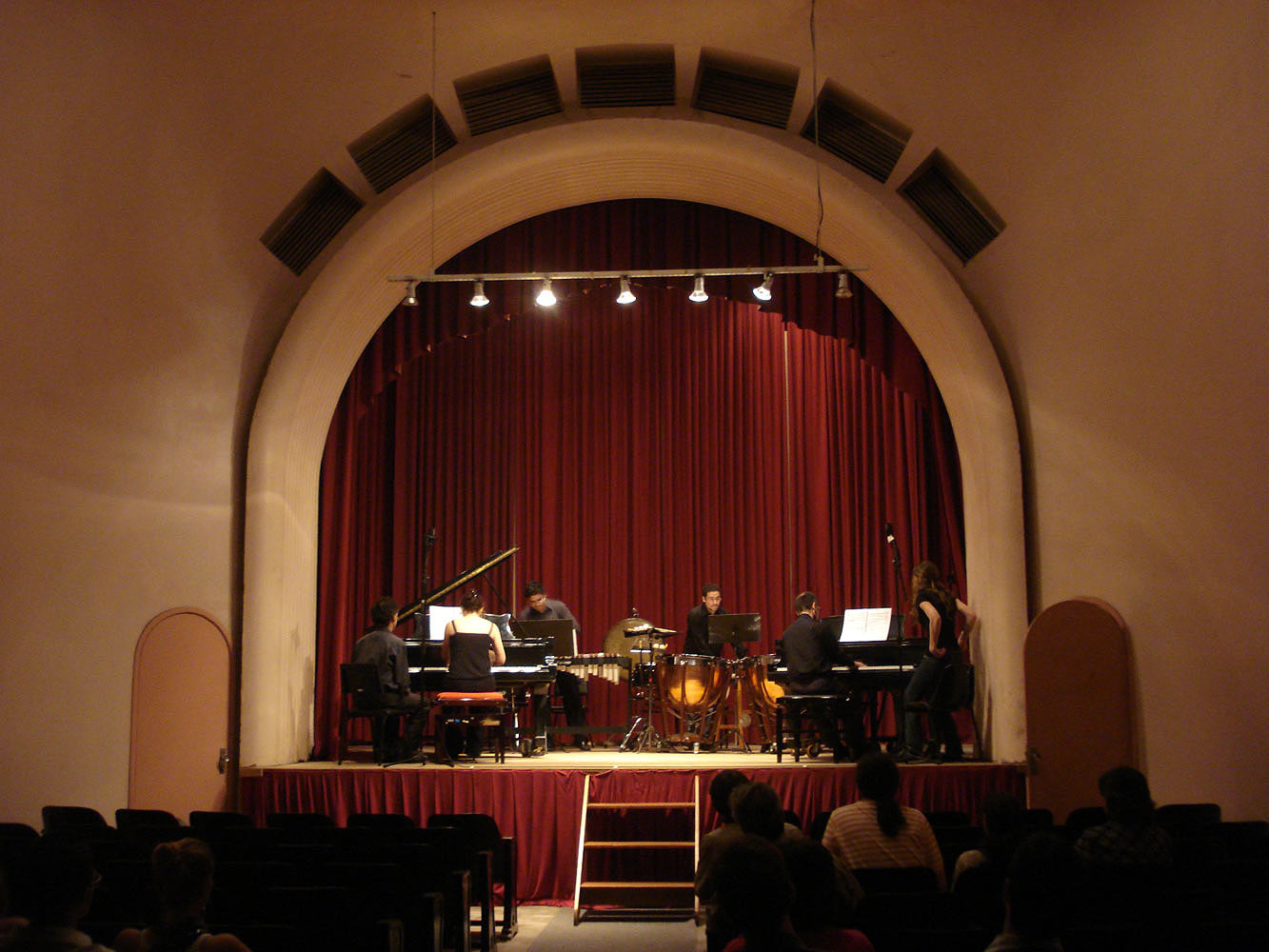
Recital no auditório do Instituto de Artes em 2009

Vários outros mestres depois dariam importantes contribuições para um permanente processo de atualização e diversificação na produção artística. Além disso, seus salões de arte periódicos foram importantes instâncias para a discussão estética, o diagnóstico e mapeamento de tendências e a consagração de novos talentos. O estabelecimento das pós-graduações foi da mesma forma fundamental para o aprofundamento da reflexão dos artistas sobre suas produções, para o treinamento em curadorias — que depois se refletem em muitas outras instituições —, e para a pesquisa, teorização e produção de bibliografia crítica, além de possibilitar uma grande expansão nos programas de intercâmbios com instituições reputadas do Brasil e do exterior, dali surgindo inúmeros congressos e colóquios nacionais e internacionais. Vários grupos de pesquisa e espaços de arte independentes foram idealizados a partir do Instituto. A qualificação das atividades da galeria de arte e a montagem de exposições com grandes nomes da arte local e brasileira lhe granjeou uma reputação nacional. O Curso de Música também se tornou uma referência, e várias outras escolas de música foram abertas pelo estado à sua inspiração. Segundo o crítico e historiador Paulo Gomes, o Instituto exerceu grande influência na definição dos rumos estéticos do Rio Grande. Para Cattani & Bulhões, 
"As instituições oficiais, as galerias comerciais e até mesmo a crítica de arte sempre foram incipientes. Assim, o campo da arte em Porto Alegre e no estado foi caudatário da movimentação que se processava no Instituto de Artes. [...]. Instituição de formação de artistas, mais antiga e conceituada na cidade e no estado, o Instituto tem atuado, nos últimos 40 anos, articulando duas importantes orientações que fazem dele um verdadeiro espaço de arte. Por um lado, a manutenção de certo conservadorismo, que busca preservar e transmitir conhecimentos fundamentais para a formação de artistas e a qualidade de sua ação acadêmica. Por outro, o abrigo para ousadias e experimentos que estimulam as renovações e as rupturas com as práticas vigentes".